# Niedźwiedzia Sztolnia
Niedźwiedzia Sztolnia (słow. Medvedia štôlňa) – dawna kopalnia rud położona powyżej wylotu Doliny Żarskiej w słowackich Tatrach Zachodnich. Jest jedynym zachowanym w całości z licznych dawniej wyrobisk górniczych w Tatrach. Główna sztolnia wraz z 3 krótkimi bocznymi chodnikami ma długość 550 metrów, przy deniwelacji 8 metrów. Korytarze Niedźwiedziej Sztolni wykuto w łupkach chlorytowo-amfibolowych. Prawdopodobnie wydobywano w niej złotonośny piryt. Nie wiadomo, kiedy trwały prace wydobywcze, we wnętrzu jest wyryta data 1832. 

## Etymologia
Nazwa „Niedźwiedzia sztolnia” pochodzi od tablicy z wizerunkiem niedźwiedzia, która przez wiele lat stała w Dolinie Żarskiej, na wysokości wylotu sztolni.

## Historia
W roku 1918 została zbadana przez geologów z Krakowa Stefana Kreutza i Władysława Pawlicę, którzy sporządzili jej plan. Odkryli oni, że jej korytarze wykuto w łupkach chlorytowo-amfibolowych, prawdopodobnie wydobywano w niej złotonośny piryt. Ich badania przerwała żandarmeria węgierska, która ich aresztowała, sądząc, iż są szpiegami. 
W roku 2012 grupa speleologów z Petrem Holúbkiem przystosowała 300-metrowy korytarz Niedźwiedziej Sztolni do zwiedzania poprzez odwodnienie i oczyszczenie go ze śmieci i mułu.

## Zwiedzanie
Niedźwiedzią Sztolnię można zwiedzać od 1 kwietnia do 31 października. 300-metrową trasę turyści pokonują z czołówkami, choć co pewien czas znajdują się oliwne lampki. W Niedźwiedziej Sztolni są także ustawione figurki krasnoludków.

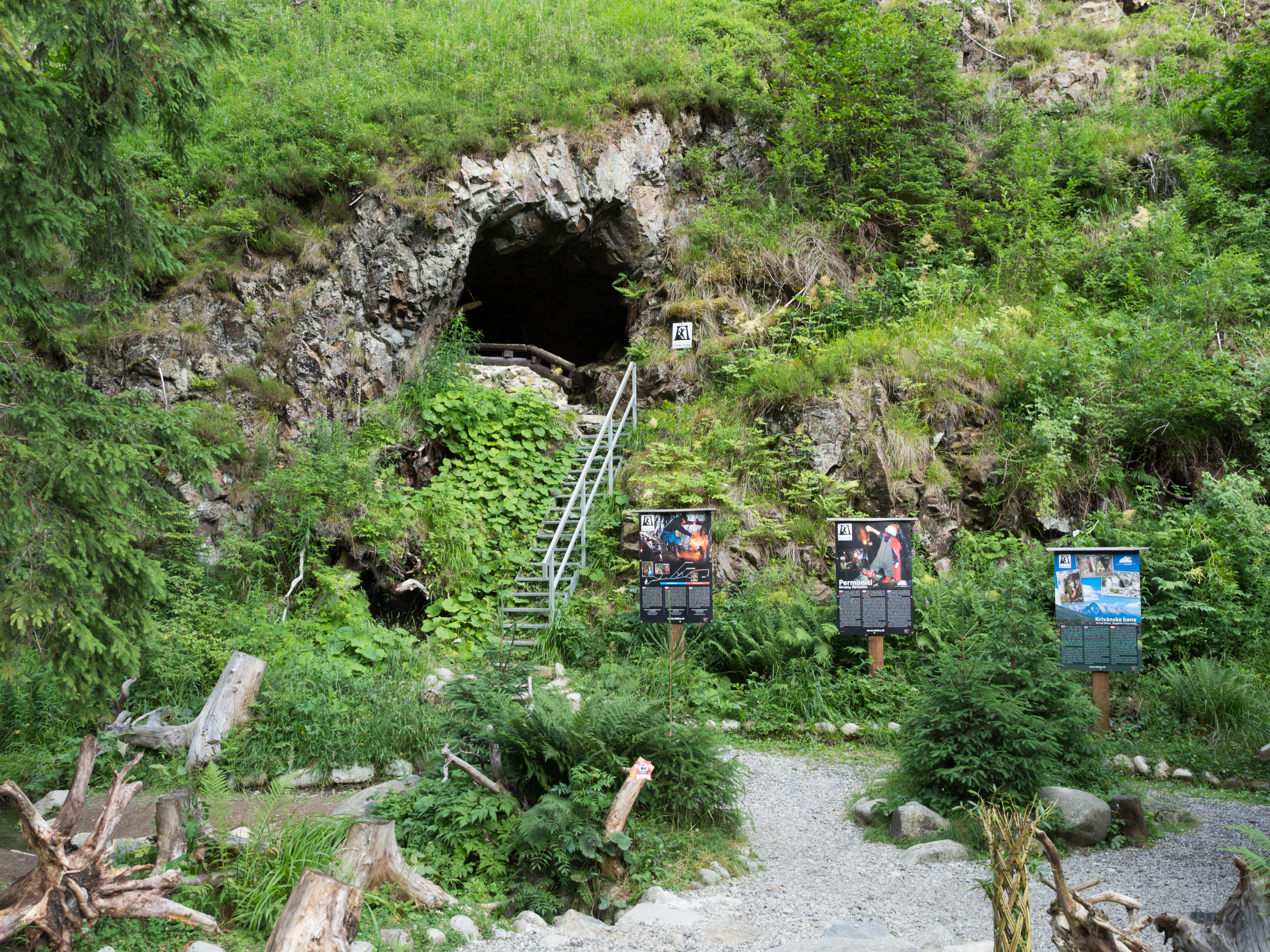
Otwór Niedźwiedziej Sztolni w 2021 roku